# Guy Ballard
Guy Warren Ballard (28. července 1878, Newton, Kansas, USA – 29. prosince 1939) byl americký důlní inženýr, který se svoji manželkou Ednou Anne Wheeler Ballardovou založil Hnutí Já jsem.

## Život
Ballard se narodil v státě Kansas. S manželkou se vzali v Chicagu v roce 1916. Ballard v první světové válce sloužil v americké armádě. Po válce se stal důlním inženýrem. Oba manželé studovali teosofii a okultismus.

## Hnutí Já jsem
Ballard navštívil v roce 1930 kalifornskou horu Mount Shasta, kde potkal muže, který se mu představil jako Saint Germain. Saint Germain nabídl Ballardovi, že mu předá nauku Vznešených Mistrů.
Saint Germain a ostatní Vznešení Mistři se údajně setkali v obrovské jeskyni, skryté v horách v Severní Americe. Ballard vylíčil detaily ze setkání v sérii knih Unveiled Mysteries (Odhalená mystéria) a The Magic Presence (Magická přítomnost). Při psaní používal pseudonym Godfré Ray King.
Guy Ballard, jeho manželka Edna a později jejich syn Donald se stali jedinými akreditovanými posly Vznešeného Mistra Saint-Germaina.

## Aktivity Hnutí Já jsem
Hnutí Já jsem se začalo rapidně rozrůstat již v se třicátých letech 20. století. Ballard učil studenty v Chicagu o mystickém učení Saint-Germaina. V jeho pojetí hrála Amerika klíčovou roli. Ona byla totiž zemí, kterou si Saint-Germain zvolil jako vhodnou pro předání nauky. V roce 1938 mělo hnutí okolo miliónu stoupenců.
Hnutí neustále rostlo až do roku 1939, kdy Ballard a jeho žena byli obviněni a odsouzeni za poštovní podvody. Počet Ballardových následovníků tak začal klesat, ale hnutí již mělo pevnou základnu a pokles příslušníků nemohl již samotné hnutí nijak ohrozit.
Hnutí Já jsem popisuje samo sebe jako nepolitickou, duchovní a vzdělávací organizaci, která je financována z členských příspěvků. Hlavou hnutí je Saint Germain Foundation se sídlem v americkém Schaumburgu ve státě Illinois.